# تصميم سائد
التصميم السائد هو مفهوم في مجال إدارة التكنولوجيا يحدد التصميمات التكنولوجية الرئيسية التي أصبحت معيارًا واقعيًا في الأسواق الخاصة بها.
فعندما تظهر تكنولوجيا جديدة (مثل أنظمة تشغيل واجهة المستخدم الرسومية في الكمبيوتر) - تقوم الشركات غالبًا بتقديم مجموعة من التصميمات البديلة (على سبيل المثال ميكروسوفت - ويندوز وشركة أبل – ماك أو إس وآي بي إم - نظام تشغيل أو إس/2). سوف يتم إصدار التصميمات المحدثة وهي مزودة بتحسينات إضافية -وفي مرحلة ما قد تظهر الهندسة المعمارية التي تصبح مقبولة كمعيار للصناعة (أندرسون وتشومان 1990) (مثل ميكروسوفت ويندوز).
فالتصميمات السائدة قد لا تكون أفضل من التصميمات الأخرى الموجودة في السوق، ومع ذلك سوف يتم تزويدها بالحد الأدنى المطلوب من الخصائص الرئيسية. والمثال الذي غالبا ما يُستشهد به في هذا الشأن هو لوحة مفاتيح كويرتي، والمصممة خصيصًا للتغلب على القيود الموجودة في الآلة الكاتبة الميكانيكية، لكنها أصبحت الآن مفضلة على مستوى العالم مقارنة بتصميمات لوحات المفاتيح الأخرى الأكثر منطقية.
يعد كل من أترباك (Utterback) وأبيرناثي (Abernathy) أول من استخدم مصطلح «التصميم السائد» في عام 1975.[بحاجة لمصدر]

## العوائق الأساسية
بمرور الزمن سيقوم موردو السوق باستثمار المزيد من الموارد في التصميم السائد (بدءًا من الإمكانيات البحثية والتطويرية وبرامج تدريب الموظفين وتوفير الآلات اللازمة لدعم المشروع التجاري). وسوف تصبح القدرات الأساسية لها أكثر توافقًا من أي وقت مضى مع التصميم السائد، وهذه القدرات الأساسية سوف تخدمها بشكل جيد طالما أن التصميم السائد لا يزال سائدًا.
ومع ذلك عندما يظهر تصميم جديد به تحسينات كافية تفوق التصميم السائد، عندئذ سوف تصبح هذه القدرات الأساسية عوائق أساسية. يوجد أمثلة عديدة للشركات غير القادرة على التوافق مع التكنولوجيات الجديدة التي تستخدمها شركات تستثمر في التصميمات السائدة بدرجة أقل منها.

## نظرية علم البيئة التجمعي
ظهر العمل في التصميمات السائدة على نحو كبير من خلال العمل على تطبيق نظرية علم البيئة التجمعي لتفسير السبب وراء قيام الأسواق بعرض خصائص التوازن المتقطع.

## أمثلة
- حرب التيارات بين كهرباء التيار المتردد والتيار المباشر في أواخر 1800.
- حرب صيغ أشرطة الفيديو بين صيغ بيتاماكس ونظام الفيديو المنزلي, عندما أصبح نظام الفيديو المنزلي هو المعيار الحقيقي لـشريط الفيديو.
- أصبح برنامج ميكروسوفت ويندوز التصميم السائد في أنظمة تشغيل أجهزة الحاسب الآلي.
- صرح ديفيد بوج في مقابلة مع صحيفة نيويورك تايمز في 9 مارس 2006 بشأن رأيه في نظام تشغيل الموسيقى إم بي ثري (MP3) سامسونج بأنه التصميم السائد لشركة أبل/أي بود.[1]
- يوجد العديد من الأمثلة الخاصة بمجال الصناعة في كتاب أترباك إتقان وسائل الابتكار (انظر المراجع أدناه)
- ذكر بيتر سينجي في كتابه قواعد السلوك الخامسة في صفحة رقم &nbsp;6 أن طائرة دي سي3 تعتبر تصميمًا سائدًا والتي تتكون من مروحة متباينة الزوايا، وعجلات هبوط قابلة للطي، وهيكل أحادي، ومحرك به مبرد هواء إشعاعي وأجنحة متحركة.